# آرکون (گنوستیسیسم)
آرکون‌ها (انگلیسی: Archon) در گنوستیسیسم در روزگار باستان هر یک از خادمان عقل فعال بودند، «خدای آفریننده‌ای» که بین نوع بشر و یک خدای مافوق که تنها از طریق گنوسیس قابل دسترسی بود قرار می‌گرفت. در این چارچوب، آنها نقش فرشته و دیو عهد عتیق را بر عهده داشتند. نام آنها بر فرقه‌ای به نام آرکونتیک‌ها قرار گرفت.

## هبدومد
از ویژگی‌های مشخصهٔ مفهوم گنوستیک گیتی نقشی است که در تقریباً همهٔ نظام‌های گنوستیک از سوی هفت آرکون خالق جهان، موسوم به هبدومد (ἑβδομάς)، ایفا می‌شود.
- عقل فعال یا سامائل
- آیائو
- سابوت
- آستافانوس
- آدونایوس
- ال (خدا)
- هورایوس